# Granitul de la Albești
Granitul de la Albești este o arie protejată de interes național ce corespunde categoriei a III-a IUCN (rezervație naturală de tip geologic), situată în județul Argeș, pe teritoriul administrativ al comunei Albeștii de Muscel.

## Descriere
Rezervația naturală declarată arie protejată prin Legea Nr.5 din 6 martie 2000, se află în partea sud-estică a satului Albești, la jumătatea drumului județean (DJ735) ce leagă localitatea de satul vecin Bughea de Sus și are o suprafață de 0,50 hectare.
Aria naturală declarată monument al naturii, reprezintă o zonă în a cărui perimetru sunt întâlnite mai multe blocuri de granit (o rocă magmatică constituită din minerale de biotit, cuarț, plagioclaz și sericit) de culoare roz, cu forme și dimensiuni diferite, acoperite pe alocuri cu vegetație alcătuită din specii de ierburi și arbusti.